# 汉兴钱
汉兴钱是五胡十六國成漢李壽統治時期發行的貨幣，是中國歷史上最早的以年號為名的貨幣。該枚貨幣直徑約1.2釐米，重約1克，貨幣上用隸書刻有“汉兴”二字。汉兴钱曾在河西走廊出土。